# Marion Bartoli
Marion Bartoli, francoska teniška igralka, * 2. oktober 1984.
Marion Bartoli je poklicna francoska teniška igralka in trenutna prva igralka francoskega ženskega tenisa.
Osvojila je pet turnirjev WTA in je bila finalistka Odprtega prvenstva Anglije leta 2007. Na turnirjih za Grand Slam je premagala dve prvi igralki sveta, in sicer Justine Henin na Odprtem prvenstvu Anglije leta 2007 in Jeleno Janković na Odprtem prvenstvu Avstralije leta 2009. Leta 2013 je osvojila Odprto prvenstvo Anglije.

## Finali Grand Slamov (2)

### Zmage (1)
| Leto | Turnir                   | Nasprotnica v finalu | Rezultat finala |
| 2013 | Odprto prvenstvo Anglije | Sabine Lisicki       | 6–1, 6–4        |

### Porazi (1)
| Leto | Turnir                   | Nasprotnica v finalu | Rezultat finala |
| 2007 | Odprto prvenstvo Anglije | Venus Williams       | 4–6, 1–6        |